# Liga Europeia de Hóquei em Patins de 2002–03
A Liga Europeia de 2002–03 foi a 38ª edição da Liga Europeia organizada pelo CERH. 

## Equipas da Liga Europeia 2002/03
As equipas classificadas são: 
| Fase             | Equipas        | Equipas         | Equipas         | Equipas        |
| ---------------- | -------------- | --------------- | --------------- | -------------- |
| 1.ª Eliminatória | FC Barcelona   | Igualada HC     | Liceo da Coruña | Blanes HCF     |
| 1.ª Eliminatória | FC Porto       | SL Benfica      | OC Barcelos     | Hockey Novara  |
| 1.ª Eliminatória | Hockey Bassano | Hockey Prato    | Genève RHC      | SC Thunerstern |
| 1.ª Eliminatória | HC Quévert     | SCRA Saint-Omer |                 |                |
|                  |                |                 |                 |                |
| Pré-eliminatória | RSC Uttigen    | Nantes ARH      | RSC Cronenberg  | RHC Dornbirn   |

## Pré-Eliminatória
| Visitado     | Resultado | Visitante      | 1ª Mão | 2ª Mão |
| RHC Dornbirn | 3-30      | RSC Cronenberg | 1-5    | 2-25   |
| Nantes ARH   | 5-9       | RSC Uttigen    | 3-2    | 2-7    |

## 1ª Eliminatória
| Visitado       | Resultado | Visitante       | 1ª Mão | 2ª Mão |
| HC Igualada    | 17-4      | St. Omer        | 10-1   | 7-3    |
| SC Thunerstern | 4-14      | FC Porto        | 3-6    | 1-8    |
| SL Benfica     | 13-2      | Genéve RHC      | 10-1   | 3-1    |
| Novara         | 10-6      | RSC Cronenberg  | 5-2    | 5-4    |
| HC Quévert     | 6-7       | RSC Uttigen     | 2-4    | 4-3    |
| Pati Blanes    | 4-5       | HC Liceo Coruña | 2-3    | 2-2    |
| Bassano        | 2-19      | FC Barcelona    | 0-8    | 2-11   |
| OC Barcelos    | 8-9       | Hockey Prato    | 4-3    | 4-6    |

## Fase de Grupos

### Grupo A
| Equipe       | Pts | J | V | E | D | GM | GS | DG  |
| ------------ | --- | - | - | - | - | -- | -- | --- |
| FC Barcelona | 11  | 6 | 5 | 1 | 0 | 31 | 7  | 24  |
| Hockey Prato | 9   | 6 | 4 | 1 | 1 | 32 | 19 | 13  |
| SL Benfica   | 4   | 6 | 2 | 0 | 4 | 15 | 23 | -8  |
| Novara       | 0   | 6 | 0 | 0 | 6 | 7  | 36 | -29 |

|              | NOV  | PRA | BAR | BEN |
| ------------ | ---- | --- | --- | --- |
| Novara       | –    | 1-6 | 1-5 | 1-4 |
| Hockey Prato | 13-1 | –   | 1-1 | 4-1 |
| FC Barcelona | 6-2  | 9-1 | –   | 6-1 |
| SL Benfica   | 2-1  | 6-7 | 1-4 | –   |

### Grupo B
| Equipe          | Pts | J | V | E | D | GM | GS | DG  |
| --------------- | --- | - | - | - | - | -- | -- | --- |
| Igualada        | 9   | 6 | 4 | 1 | 1 | 28 | 10 | 18  |
| HC Liceo Coruña | 8   | 6 | 4 | 0 | 2 | 24 | 15 | 9   |
| FC Porto        | 7   | 6 | 3 | 1 | 2 | 26 | 22 | 4   |
| RSC Uttigen     | 0   | 6 | 0 | 0 | 6 | 10 | 41 | -31 |

|                 | POR | UTT  | IGU | LIC |
| --------------- | --- | ---- | --- | --- |
| FC Porto        | –   | 10-2 | 2-2 | 4-5 |
| RSC Uttigen     | 3-4 | –    | 1-4 | 3-4 |
| Igualada        | 7-2 | 12-0 | –   | 3-1 |
| HC Liceo Coruña | 3-4 | 7-1  | 4-0 | –   |

## Final a Quatro
A Final a Quatro da Liga Europeia de 2002/03 foi disputada entre 10 de Maio e 11 de Maio de 2003, Corunha, Galiza, Espanha.  

### Quadro de partidas
|  | Semifinal       | Semifinal |          |  | Final           | Final    |  |
|  |                 |           |          |  |                 |          |  |
|  | 10 de Maio      |           |          |  |                 |          |  |
|  | HC Liceo Coruña | 1 (3 GP)  |          |  |                 |          |  |
|  | FC Barcelona    | 1 (1 GP)  |          |  |                 |          |  |
|  |                 |           |          |  |                 |          |  |
|  |                 |           |          |  | 11 de Maio      |          |  |
|  |                 |           |          |  | HC Liceo Coruña | 2 (4 GP) |  |
|  |                 | Igualada  | 2 (3 GP) |  |                 |          |  |
|  |                 |           |          |  |                 |          |  |
|  |                 |           |          |  |                 |          |  |
|  |                 |           |          |  |                 |          |  |
|  | 10 de Maio      |           |          |  |                 |          |  |
|  | Igualada        | 1 (4 GP)  |          |  |                 |          |  |
|  | Hockey Prato    | 1 (3 GP)  |          |  |                 |          |  |

| Liga Europeia 02–03 Vencedores |
| ------------------------------ |
|                                |
| HC LICEO CORUNHA (4º título)   |

## Ligações Externas
- CERH website

### Internacional
- Ligações para todos os sítios de hóquei
- Mundook- Sítio com notícias de todo o mundo do hóquei
- Hoqueipatins.com - Sítio com todos os resultados de Hóquei em Patins